# Kryspian Hille
Kryspian Hille (ur. 30 listopada 1923 w Poznaniu, zm. 14 maja 1995 w Warszawie) – generał brygady WP, wieloletni szef Wojsk Rakietowych i Artylerii Wojsk Obrony Powietrznej Kraju (1970-1985).

## Życiorys
Do września 1939 skończył 3 klasy gimnazjum w Śremie, podczas okupacji był tokarzem i spawaczem. W lutym 1945 wstąpił do MO, skąd w czerwcu 1945 przeszedł do WP. W 1947 jako podporucznik skończył Oficerską Szkołę Artylerii w Toruniu. Dowódca plutonu w 86 Łużyckim pułku artylerii OPL w Warszawie. Od sierpnia 1948 dowódca plutonu szkolnego w Oficerskiej Szkole Artylerii Przeciwlotniczej w Koszalinie, następnie pracował w dowództwie Wojsk Obrony Przeciwlotniczej Obszaru Kraju. Od 1951 p.o. dowódcy, a od 1954 dowódca 85 pułku artylerii OPL w Wełnowcu. W październiku 1955 został szefem sztabu 13 Dywizji Artylerii OPL w Bytomiu, 1956–1957 na kursie przy Wojskowej Dowódczej Akademii Artylerii w Leningradzie, następnie szef wydziału szkolenia bojowego w szefostwie Artylerii OPL OK w stopniu podpułkownika. W lipcu 1962 został zastępcą szefa Artylerii OPK ds. liniowych, a w listopadzie 1966 szefem artylerii 1 Korpusu Obrony Powietrznej Kraju w Warszawie. Od września 1967 do lipca 1969 studiował w Wojskowej Akademii Sztabu Generalnego Sił Zbrojnych ZSRR im. K. Woroszyłowa w Moskwie, po powrocie został zastępcą szefa, a w maju 1970 – szefem Wojsk Rakietowych i Artylerii OPK; stanowisko to zajmował przez 15 lat. W październiku 1975 mianowany generałem brygady; nominację wręczył mu w Belwederze I sekretarz KC PZPR Edward Gierek w obecności przewodniczącego Rady Państwa PRL prof. Henryka Jabłońskiego. Od grudnia 1985 do maja 1987 szef Misji Polskiej – minister pełnomocny w Komisji Nadzorczej Państw Neutralnych w Korei. Jesienią 1987 pożegnany przez ministra obrony narodowej gen. armii Floriana Siwickiego i przeniesiony w stan spoczynku.
Autor publikacji o tematyce wojskowej, malarz amator. Zmarł w warszawskim szpitalu i został pochowany na Wojskowych Powązkach (kwatera G-2B-56); w pogrzebie wzięła udział delegacja WP z dowódcą Wojsk Lotniczych i Obrony Powietrznej gen. dyw. Jerzym Gotowałą.

## Odznaczenia
- Order Sztandaru Pracy II klasy (1983)[2]
- Krzyż Oficerski Orderu Odrodzenia Polski (1972)
- Krzyż Kawalerski Orderu Odrodzenia Polski (1965)
- Złoty Krzyż Zasługi
- Srebrny Krzyż Zasługi (1952)
- Medal 10-lecia Polski Ludowej
- Medal 30-lecia Polski Ludowej
- Medal 40-lecia Polski Ludowej
- Złoty Medal „Siły Zbrojne w Służbie Ojczyzny”
- Srebrny Medal Siły Zbrojne w Służbie Ojczyzny
- Brązowy Medal Siły Zbrojne w Służbie Ojczyzny
- Złoty Medal „Za zasługi dla obronności kraju”
- Srebrny Medal „Za zasługi dla obronności kraju”
- Brązowy Medal „Za zasługi dla obronności kraju”
- Złota odznaka honorowa „Za Zasługi dla Warszawy” (1979)[3]
- Medal „Za Zasługi dla 1 Dywizji Artylerii OPK im. Powstańców Śląskich”
- Order Przyjaźni II klasy (Korea Północna) (1987)